# Amie Siegel
Amie Siegel (* 1974 in Chicago, Illinois) ist eine amerikanische Filmemacherin, Videokünstlerin, Fotografin, Essayistin und Lyrikerin. Ihre Arbeiten werden international gezeigt. Sie lebt und arbeitet in New York.

## Künstlerischer Werdegang
Amie Siegel wurde 1974 in Chicago geboren.
Ihr Studium der Literatur am Bard College schloss sie 1996 mit dem Grad eines Bachelor of Arts ab. Am School of the Art Institute of Chicago studierte sie anschließend Film und Kunstgeschichte.
Seitdem arbeitet sie als Videokünstlerin, Filmemacherin, Fotografin, Essayistin und Lyrikerin.

## Themen

### Macht
Als Visiting Artist an der University of Maryland entwickelte Amie Siegel mit 16mm- und Digitalvideo-Material sowie 3D-Animationen den Stoff für ihren experimentellen Spielfilm Empathy. Darin dekonstruierte sie die Machtdispositive in der psychoanalytischen und dokumentarischen Praxis. Empathy wurde 2003 sehr erfolgreich im Forum der Internationalen Filmfestspiele Berlin uraufgeführt, war bei vielen weiteren Filmfestivals weltweit zu sehen und kam 2004 in den USA ins Kino.

### Die Komplexität des Zuschauens
In vielen ihrer Werke untersucht Amie Siegel die psychologische Komplexität des Zuschauens. Ihre Filme möchten Zuschauer finden, die sich mit ihnen beschäftigen, rufen aber beim Anschauen auch ein gewisses Unbehagen hervor.
Erstmals wird dies in The Sleepers (1999) spürbar. Dieser Film widmet sich dem Phänomen des Voyeurismus. Der nächtliche Blick in Fenster lässt an Alfred Hitchcock denken: Man verfügt nur über eine begrenzte Menge an Information. So sagt Grace Kelly in Das Fenster zum Hof zu James Stewart:„Sag mir genau, was du gesehen hast und was du glaubst, dass es bedeutet.“ Der Abstand zwischen dem, was man sieht, und dem, was man denkt, dass das Gesehene bedeutet, macht die Zuschauer zu aktiven Mitgestaltern.
In Provenance ist am Anfang zu sehen, wie gezielt die Möbelstücke in den Räumen der Eigentümer arrangiert wurden und wie diese Ästhetik im Film gespiegelt wird. Im weiteren Verlauf des Films müssen die Zuschauer sich damit auseinandersetzen, was genau die gezeigten Gegenstände sind, wer sie selbst sind und wie dies zusammenhängt.
Amie Siegels Arbeiten „thematisieren den Einfluss, den die Bilder der Filmindustrie auf die Wahrnehmung des Realen und die Konstruktion von Geschichte haben.“ Provenance zeigt in umgekehrter Anordnung die Geschichte bestimmter Möbelstücke von den 1950er Jahren bis heute. Die Möbel wurden von Le Corbusier und Pierre Jeanneret eigens für die umstrittene fortschrittsgläubige Architektur der indischen Stadt Chandigarh entworfen.
In den letzten Jahren wurden sie zu Rekordpreisen in Auktionshäusern weltweit verkauft. Der Film beginnt in den Räumen eingefleischter Sammler in New York, London, Belgien und Paris und zeigt dann die vorausgehenden Stationen der Möbel: Auktionen, vorausgehende Besichtigungen und Fototermine für die Auktionskataloge, Restaurierung, Schiffstransport, indische Häfen und schließlich Chandigarh. Am 13. Oktober 2013 ließ Amie Siegel Provenance auf einer Londoner Auktion von Christie’s und stellte damit den Film in eine Reihe mit den gezeigten Möbelstücken: Er ist nicht von dem Kunstmarkt zu trennen, den er zeigt. Lto 248, ein zweiter Film, fängt diese Auktion ein und wird damit zum Spiegel von Provenance: Er wiederholt und vervollständigt den Kreislauf von Design und Kunst, der die Grundlage für Spekulationen auf dem Kunstmarkt ist.

### Deutsche Geschichte
Seit ihrem Aufenthalt als DAAD-Stipendiatin 2003 in Berlin beschäftigte sich Amie Siegel mehrfach mit der deutschen Hauptstadt: Sie entwickelte die Spielfilme The Captives und DDR DDR, die beide unter anderem in Berlin spielen.
In ihrer Zeit in Oldenburg, wo sie 2005 einen Stipendienaufenthalt hatte, beschäftigte sich Siegel intensiv mit der deutschen Geschichte und den Spuren historischer Veränderungen im Stadtbild.
In ihrer Videoinstallation Berlin Remake (2005), die während der Berlinale 2006 im Rahmen der Ausstellung Forum Expanded ausgestellt war, stellte Amie Siegel in einer Doppelprojektion alte Filmszenen aus dem DEFA-Archiv in einer eins-zu-eins Übersetzung eigenen aktuellen Aufnahmen gegenüber. Dies führt zu einer unerwarteten „Parallelität von Vergangenheit und Gegenwart, von vertrauten Orten und neu konstruierten historischen Kontexten.“
Ihre Arbeit Death Star (2006) thematisiert die belastete Geschichte von Architektur und deren Vereinnahmung durch ideologische Systeme an deutschen Beispielen. In einer synchronen Einstellung werden nebeneinander fünf historische deutsche Gebäude im Stil der modernistischen Architektur der 1930er bis 1950er Jahre gezeigt.
In einer langsamen Kamerafahrt fährt die Kamera in den fünf Gebäuden durch endlose Korridore. „Stillstand und Veränderung werden durch die Techniken der bewegten Kamera und des Loops inszeniert und gegeneinander ausgespielt.“
Das Zentrum für Literaturforschung in Berlin beauftragte die Künstlerin mit einer Arbeit zum Werk Walter Benjamins. Es entstand die Videoinstallation Deutsche Menschen/German People (2007).

## Arbeitsweise
Amie Siegel benutzt zum Teil vorgefundenes filmisches Material und bringt es in neue Zusammenhänge. Die Repräsentationsstrategien des Films benutzt sie nicht für die Konstruktion einer medialen Inszenierung, sondern für deren Dekonstruktion.

## Werk

### Projekte mit Video und Fotografie
- Deathstar/Todesstern, 2006
  - Fünfkanal-Video-Installation von einem 16-mm-Film.
  - Study I und Study II, Farbfotografien.

- Black Moon, 2010

- - S-16mm Farbfilm mit Ton, in ein HD-Video umgewandelt, 20 Minuten, begleitet von neun  Gefilmt wurde in einer verlassenen Siedlung außerhalb von Los Angeles, die als Wohnprojekt für die Mittelklasse konzipiert worden war.[8] Black Moon zeigt das Amerika der Zukunft als postapokalyptische Landschaft.[8] Dieser Film wurde als Beitrag für die Ausstellung gedreht, die den Gewinnern des James und Audrey Foster Preises gewidmet ist.[8]
  - Black Moon Hole Punches, 15 C-Prints, 34,3 × 61 cm. Fotoabzüge zu Einzelszenen. Jeder davon wurde mit einem Locher markiert.
  - Black Moon / Mirrored Malle: 2-Kanal-Video-Installation aus dem 16mm Film, 4 Minuten, Farbe, Ton.

- The Modernists, 2010
  - Zwei Farbfotografien
  - Videoprojektion, Farbe, ohne Ton

### Filmografie (Film und Video)
Amie Siegel dreht im Format 16 mm, 35 mm und Video.
- 1997: Pasang Naik / The Tide, Video, 17 Minuten, Farbe, Ton. 1996 drehte Amie Siegel während eines längeren Aufenthalts in Südostasien diesen experimentellen Reisefilm, der sich Fragen der touristischen Wahrnehmung stellt.[3]
- 1999: The Sleepers, 16-mm-Film, 45 Minuten, Farbe, Ton.
- 2001: The Proud Scabs, Video, 6 Minuten, Farbe, Ton, The Poetry Project, New York, Commission.
- 2002: Establishing Shots, 3-Kanal Video-Installation.
- 2003: Empathy, 35-mm-Film, 92 Minuten, Farbe, Ton.
- 2005: Berlin Remake, 2-Kanal Video-Installation.
- 2007: Deutsche Menschen/German People, HDV, 27 Minuten, Farbe, Ton.[7]
- 2008: DDR/DDR, HD, 135 Minuten, Farbe, Ton.
- 2009: My Way 1, Video, 9 Minuten, Farbe, Ton.
- 2009: My Way 2, Video, 12 Minuten, Farbe, Ton.

- 2013: Provenance, HD Video, 40 Minuten, Farbfilm, Ton. Reise von Designobjekten von Le Corbusier und Pierre Jeanneret in umgekehrter Abfolge über drei Kontinente.[9] Die Objekte werden Elemente des Wirtschaftskreislaufs und als solche zu den Protagonisten des Films, der auf Schauspieler, Interviews oder Voice-over verzichtet.[9]
- 2013: Lot 248, HD video, 6 Minuten, Farbe, Ton.
- 2013: Circuit, HD Video, Farbe, Ton, Loop.
- 2013: Winter, S-16mm-Film, auf HD überspielt, 33 Minuten, Farbe, Ton, Performance.
- 2014: The Architect, HD Video, 33 Minuten, Farbfilm, Ton.
- 2015: Quarry, HD Video, 34 Minuten, Farbfilm, Ton.

### Fotografische Arbeiten
- 2002: Establishing Shots (Study), Fotografien, Zeichnungen auf Papier, 6" × 14".
- 2009: Author, Author, in: Input, Band 2.
- 2013: Proof, Tintenstrahldruck, Acryl, 65,8 cm × 47 cm.

### Installationen
- 2002: Brewster X9, The Brewster Project, Brewster, New York, USA

### Lyrik
- The Waking Life. North Atlantic Books, 1999, ISBN 978-1-55643-297-2 (englisch).

### Tondokumente
- 2009: Pitch, 1:33 Minuten

### Essays
- Godard: Ideas & Images, mit Jon Jost und Patrick Keiller: Vertigo Magazine, Vol. 2 No.1, Spring 2001, London.
- Violations, Indiscretions and Narrative Expectation in Film Sound. in: Soundscape: The School of Sound Lectures 1998–2001, Wallflower Press London, 2002.
- Marching Up, Crawling Through and Coming Out: Public Art in Germany. Mit Bettina Mathes: Chain 11: Public Forms, Temple University Press Philadelphia, 2004.
- Author Photographs and Their Victims, 2006
- Don’t Mention the Wall In: The Imagined Nation: Body & Gender in East German Studio Films, DEFA Schriftenreihe Berlin, 2007.
- Project Malaparte (Body Scripts), in: Mario Doulis, Peter Ott: Remediate. An den Rändern von Film, Netz und Archiv. Merz Akademie München, Paderborn, 2013, ISBN 978-3-7705-5546-8, S. 64–72 (englisch und deutsch).
- Bed-Stui (Wohnungsfrage). Herausgegeben von Jesko Fezer, Christian Hiller, Nikolaus Hirsch, Wilfried Kuehn, Hila Peleg. Spectormag, 2015, ISBN 978-3-95905-049-4 (englisch).

## Ausstellungen (Auswahl)

### Gruppenausstellungen
- 2006: Dorit Margreiter/Amie Siegel, Edith-Russ Haus für Medienkunst, Oldenburg. Ausgestellt waren Berlin Remake (2005) und Death Star (2006)[5]
- 2015 Amie Siegel: Provenance., Museum für angewandte Kunst in Wien[1]

### Einzelausstellungen
- 2011: Amie Siegel. Teil 1. Black Moon, Kunstmuseum Stuttgart[10]
- 2014/2015: Amie Siegel: Provenance, Metropolitan Museum of Art, New York[11]
- 2016: Amie Siegel. Part 2. Ricochet., Kunstmuseum Stuttgart[12]
- 2016: Ricochet #10. Amie Siegel. Double Negative., Villa Stuck, München[13]

## Auszeichnungen (Auswahl)

### Stipendien
- 2003 DAAD Berliner Künstlerprogramm[3]
- 2005 Edith-Russ Haus für Medienkunst, Oldenburg[5]
- 2007 Guggenheim-Stipendium[14]
- 2008–2010 Akademie Schloss Solitude[2]
- MacDowell Colony Fellowship[15]

### Preise
- 1998 Princess Grace Film Foundation Award: Film Honorarium[16]
- 2010 James and Audrey Foster Preis des ICA (Institute of Contemporary Art), Boston, 25000 USD[8]
- 2011: Princess Grace Film Foundation Award: Special Project Award für Malaparte.
- 2012 Geldprämie des Documentary Film Program and Fund (DFP) des Sundance Institute für den Film Provenance[9].

### Filmanalysen
- Holger Römers: Empathie, www.munzinger.de, abgerufen am 7. April 2016.
- Lutz Wohlrab: ‚Empathy‘ von Amie Siegel 2003, in: Lutz Wohlrab (Hrsg.): Filme auf der Couch. Psychoanalytische Interpretationen. Gießen (Lahn) Psychosozial-Verlag, 2006, ISBN 978-3-89806-450-7, S. 53–60.
- Ken Johnson: Amie Siegel: ‘Provenance’. www-nytimes.com, 4. September 2014, abgerufen am 10. April 2016.

### Kataloge
- Amie Siegel, Sabine Himmelsbach, Barbara Filser: Berlin Remake: Edith-Ruß-Haus für Medienkunst, Oldenburg (1. April – 7. Mai 2006). Verlag Christoph Keller, 2006, ISBN 978-3-86588-261-5 (deutsch und englisch).
- Amie Siegel: Catalogue. Herausgegeben von Prem Krishnamurthy. Inventory Press, ISBN 978-1-941753-03-3 (englisch).
- Amie Siegel: Ricochet. Herausgegeben von Ulrike Groos und Sven Beckstette, Prestel, 2019, ISBN 978-3-7913-5897-0 (deutsch und englisch).